# Oppstryn
Oppstryn – wieś w zachodniej Norwegii, w okręgu Sogn og Fjordane, w gminie Stryn. Wieś położona jest na południowym brzegu dużego jeziora Oppstrynsvatnet, około 20 km na wschód od miejscowości Stryn i około 6 km na zachód od Hjelle. Na południowym zachodzie od miejscowości znajduje się góra Skåla, w Parku Narodowym Jostedalsbreen.
W Oppstryn znajduje się kościół, który został wybudowany w 1863 roku.

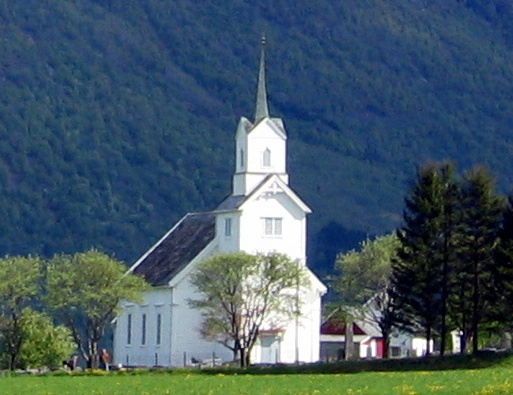
Kościół